# Cristian De La Luna
Cristian Stefan Murillo, alias Cristian De La Luna, est un auteur-compositeur-interprète et guitariste originaire de Bogotá, en Colombie. Il compose de la musique en espagnol, français 1, et anglais.

## Biographie
Cristian est né le 19 août 1982 à Bogotá en Colombie. Lorsqu’il émigre au Québec à l'âge de 17 ans, il a déjà composé ses premières chansons. Lors de ses études dans la région du Saguenay, il fonde le groupe Generación avec deux autres guitaristes colombiens. Ses études terminées, il déménage en Alberta en 2008 et fonde le groupe La Luna de Santiago, un ensemble Fusion/Funk qui donne dans les rythmes sud-américains.

## Carrière
En 2012, le disque «Puede Ser» est en lice pour un Western Canadian Music Award dans la catégorie Musique du monde.
En 2013, La luna de Santiago remporte la compétition annuelle Battle of the Bands au Ceilis Pub, à laquelle participe plus de 50 groupes, une première pour un ensemble non-anglophone.
La communauté franco-albertaine l'a accueilli après avoir proposé ses premières chansons en français en 2013. De la Luna présente ses premières compositions en français au spectacle-gala Polyfonik 24, et est ensuite choisi pour représenter l’Alberta au Chant’Ouest à Victoria.
Le deuxième album de De La Luna, «Sabes», sorti en octobre 2018, a reçu le prix Latin Recording de l'année aux Edmonton Music Awards 2018, et est aussi nommé pour les Canadian Folk Music Awards 2020 (CFMA). Cristian a été nommé artiste émergent à la célébration des arts du maire de St Albert 2018-2019.
En 2019 Cristian retourne au Quebec pour presenter son album Sabes, et pour célébrer ses 20 ans au Canada.
En 2023, Cristian dévoile son troixième album, «Qué pasarà?» qui lui a remporté un Edmonton Music Prize.